# Estela de Luz
Az Estela de Luz (spanyol nevének jelentése: fény-sztélé) egy nagy méretű emlékmű Mexikóvárosban, amelyet a mexikói függetlenségi háború kitörésének (1810) kétszázadik, a mexikói forradalom kitörésének (1910) századik évfordulója alkalmából építettek.

## Története
2009. január 26-ának éjjelén egy, a chapultepeci kastélyban megrendezett eseményen Felipe Calderón elnök versenyt hirdetett egy bicentenáriumi emlékmű megalkotására. A 35 beérkezett pályamű közül április 15-én César Pérez Becerril tervét, az Estela de Luzt hirdették ki győztesnek. A terv magába foglalt az emlékművön kívül egy fákkal és vízforrásokkal tarkított díszteret is, az építmény alagsorában pedig egy obszidiánnal borított falú, történelmi ismeretterjesztésre szolgáló helyiséget is. Ezek végül nem valósultak meg. A teljes építési terület eredetileg közel 35 000 m² lett volna, végül alig több mint 8000 m²-re korlátozódott. Bár a bicentenárium éve 2010 volt, az emlékmű felavatására csak 2012. január 7-én került sor.
Bár a torony építését eredetileg 398 millió pesóra tervezték, végül ennek többszöröséért, 1,3 milliárdért készült el. Az építéshez használt márvány Brazíliából származott, és Olaszországban munkálták meg.

## Leírás
Az emlékmű Mexikóváros nyugati részén, Miguel Hidalgo és Cuauhtémoc kerületek határán, a chapultepeci erdő keleti sarkában, a Paseo de la Reforma út mellett helyezkedik el. 104 méteres magasságával önmagában igen monumentális hatású lenne, de az őt körülvevő felhőkarcolók (Torre Bancomer, Torre Mayor, Torre Reforma) között szinte eltörpül.
Az emlékművet egy oldalon hat oszlopba elrendezve 1704 darab, téglalap alakú kvarcpanel alkotja, amelyekbe LED-es világítást építettek be. A kivilágítást egy 125 gépből álló rendszer biztosítja, évente egyszer le is takarítják őket. Az egész építmény fenntartása évi 2,5 millió pesót emészt fel.

## Képek

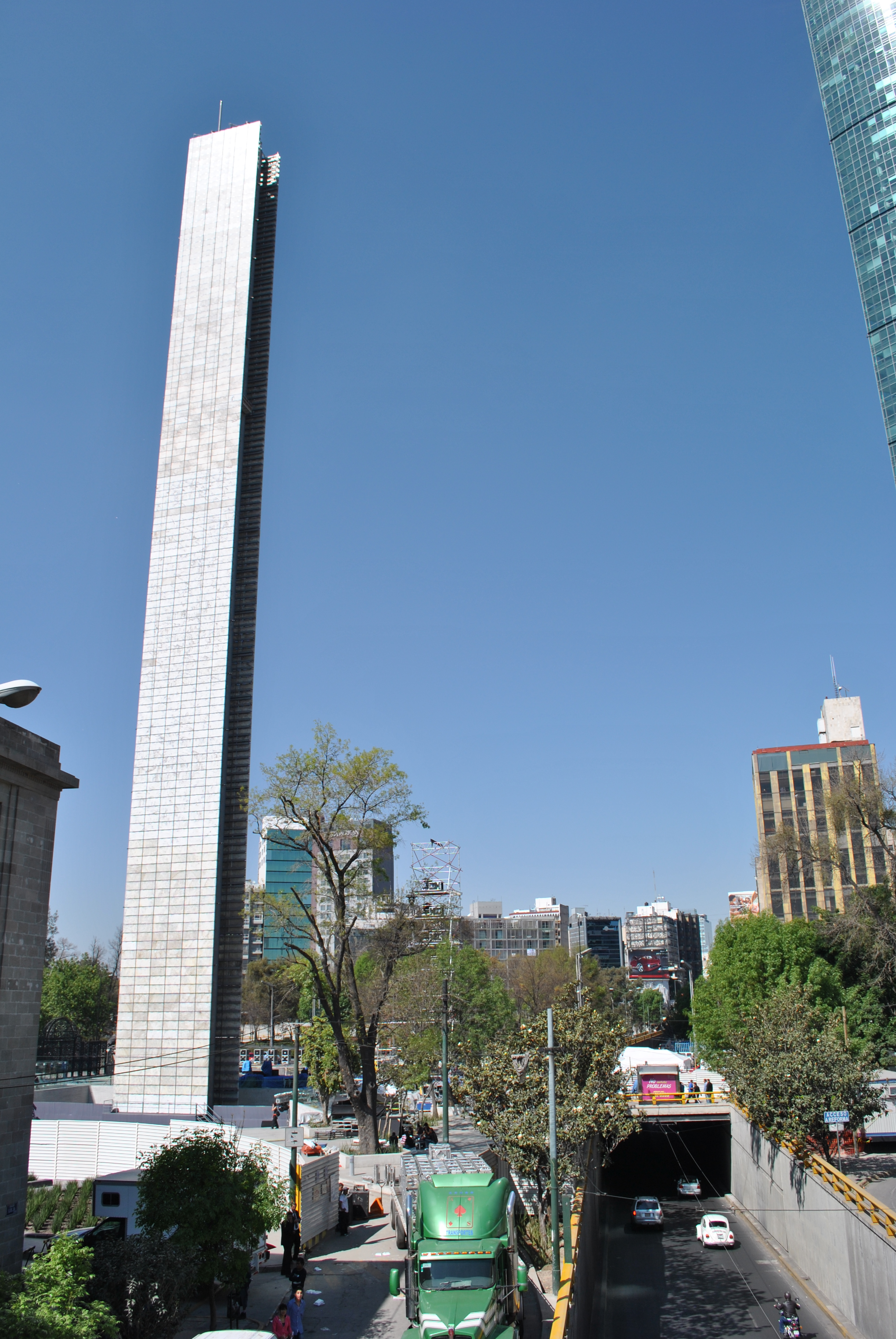
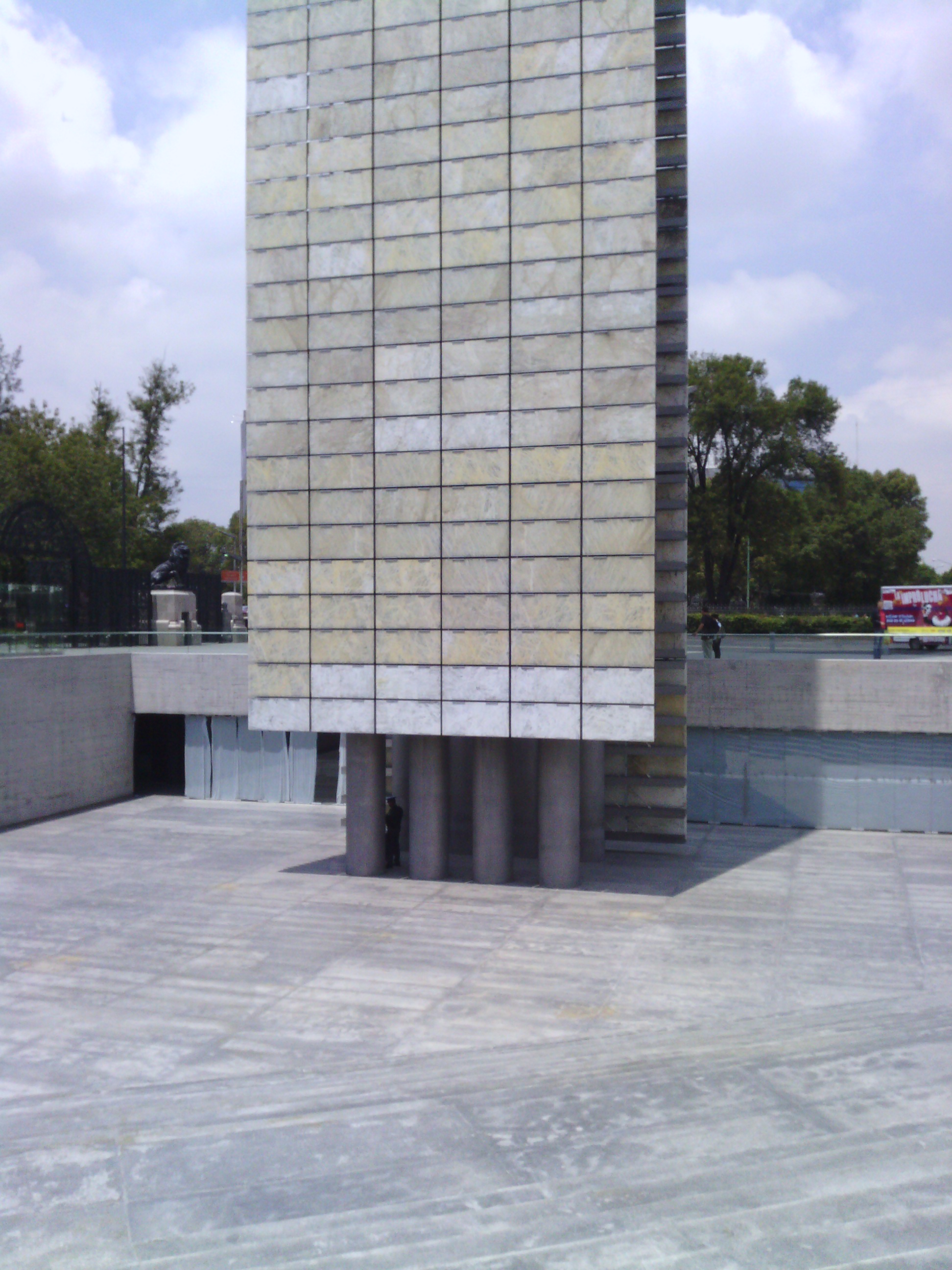
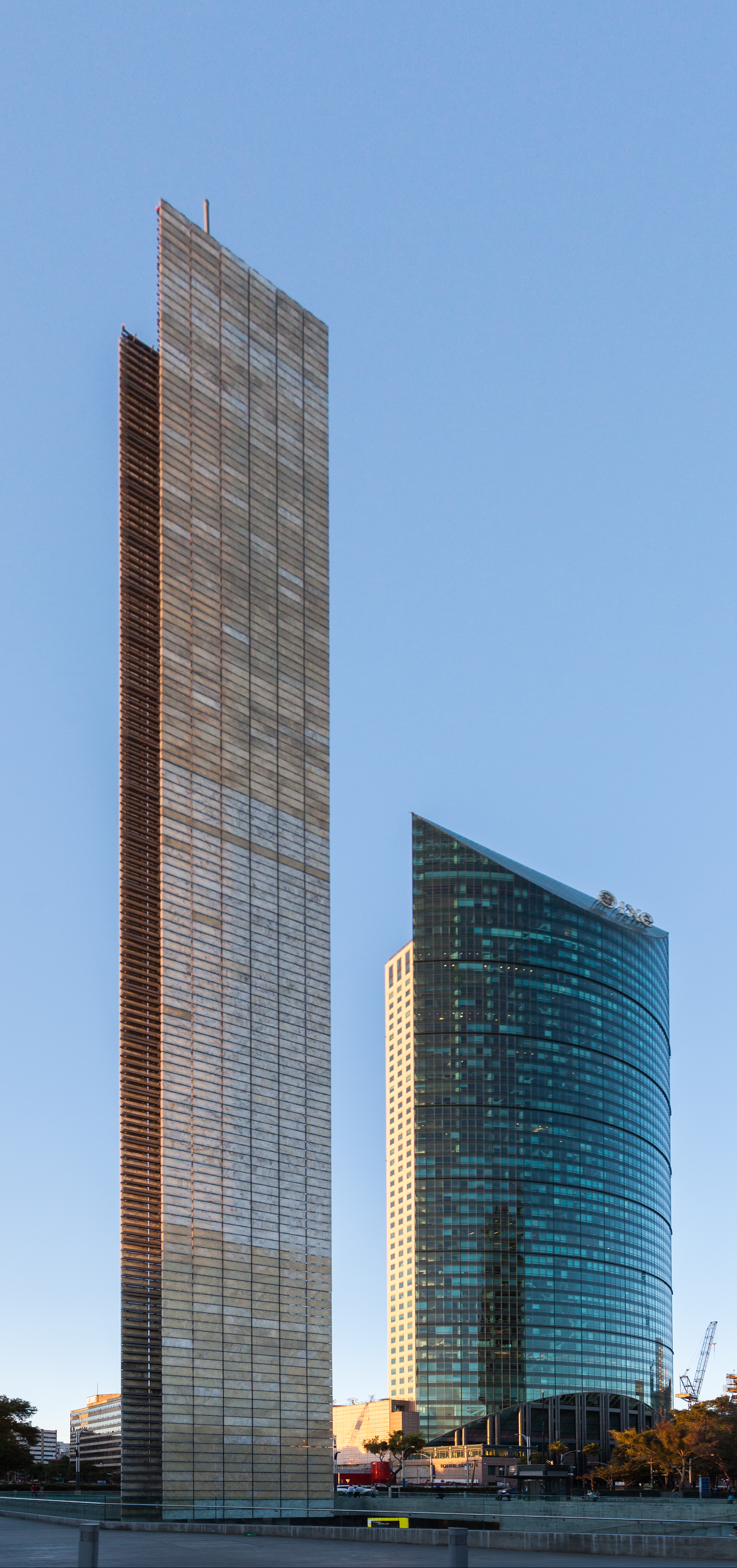
Az emlékmű, mögötte a Torre Mayor